# Prywatne obowiązki
Prywatne obowiązki – zbiór esejów Czesława Miłosza wydany w 1972 r. przez Instytut Literacki w Paryżu jako 215. tom „Biblioteki „Kultury”. Pierwsze oficjalne wydanie krajowe ukazało się w 1990 r.
Zbiór szkiców, komentarzy, esejów i przekładów, rozważań na temat własnego rodowodu intelektualnego i poetyckiego, osobistych zapisków i wspomnień. Stanowi kolejną próbę poszukiwania  „formy bardziej pojemnej”, wykraczającej poza istniejące gatunki literackie.
Eseje i tłumaczenia powstały głównie w Berkeley w latach 1960-1970. Tytuł zbioru pochodzi od szkicu Prywatne obowiązki wobec polskiej literatury.

## Wykaz rozdziałów
- Wycieczka w „La Belle Époque [Jean-Paul Sartre i Wacław Lednicki]
- William Butler Yeats (1865-1939): “Odjazd do Bizancjum”
- Przygody poezji nowoczesnej (O. V, de Milosz, Konstanty Kawafis)
- Brognart [Gilbert Brognart][2]
- O wierszach Aleksandra Wata
- Prywatne obowiązki wobec polskiej literatury
- Sienkiewicz, Homer i Gnębon Puczymorda
- O historii polskiej literatury, wolnomyślicielach i masonach
- Kim jest Gombrowicz?
- Myśli o T. S. Eliocie
- Zapisane wczesnym rankiem
- Notatnik
- O Tomaszu Mayne Reidzie
- Apollo Nałęcz Korzeniowski
- Appendix (Eseje warszawskie, Legenda wyspy, Legenda miasta potwora, Religijność Zdziechowskiego)

## Wydania  polskie
- Paryż: Instytut Literacki, 1972, 1980, 1985
- Kraków: [b.w.], 1981
- Warszawa: [b.w.], 1983
- Olsztyn: Pojezierze, 1990
- Kraków: Wydawnictwo Literackie, 2001